# طوطی‌نوک سینه‌خالدار
طوطی‌نوک سینه‌خالدار (نام علمی: Paradoxornis guttaticollis) نام یک گونه از تیره چرخ‌ریسک‌نمایان است.